# Stefan Seidler
Stefan Seidler (født 18. december 1979 i Flensborg) er en dansk-tysk politiker i Sydslesvigsk Vælgerforening, SSW. Ved det tyske valg til Forbundsdagen i september 2021 blev han valgt ind som den første repræsentant for SSW i Forbundsdagen siden 1949.

## Baggrund
Seidler har en mor fra Åbenrå der var lærer på Gustav Johannsen-Skolen i Flensborg. Hans far stammer fra Flensborg og var sælger i en tømmerhandel.
Stefan Seidler gik i Oksevejens Skole og havde interesse for fodbold og badminton. I 1996 tog han realeksamen fra Gustav Johannsen-Skolen, og han blev student i 2000 fra Duborg-Skolen. Herefter var Seidler i militærnægter-tjeneste på Flensborghus. Han flyttede til Danmark i 2001 for at studere statskundskab på Aarhus Universitet og blev kandidat i 2007.
Seidler fik efter sin uddannelse job som program manager for EU's dansk-tyske INTERREG-program. Senere blev han chefkonsulet for Region Syddanmark. I 2014 begyndte han at arbejde som Slesvig-Holstens koordinator for det dansk-tyske samarbejde.
Under sit studie i Aarhus mødte han sin fremtidige kone, Marianne Madsen, der er gymnasielærer i Vejles Rosborg Gymnasium og HF. De to blev gift i 2009 i Helligåndskirken i Flensborg og de har to døtre.

## Politiske karriere
I 1995 byggede Seidler SSV-Ungdom (SSW-U) op igen og blev dets landsformand i 1998. Han var SSW-U's næstformand i Flensborg, kandidat til landdags- og kommunalvalg og byrådsmedlem.
Under sit studie i Aarhus blev han medlem af Det Radikale Venstre og var næstformand i Radikal Ungdom. Seidler var kandidat til Europaparlamentsvalget 2004 for det Radikale Venstre, og modtog 320 stemmer.
I 2007 var både han og hans kone opstillet til Folketingsvalget 2007. Han modtog 169 personlige stemmer i Sydjyllands Storkreds.
Han var SSW's spidskandidat til Forbundsdagsvalget 2021 og blev valgt til Forbundsdagen i Berlin som repræsentant for det dansk-frisiske parti SSW.